# Fonction de Clausen

Graphe des fonctions de Clausen Cl2 (rouge) et Cl4 (vert).

En mathématiques, la fonction de Clausen, étudiée par Clausen puis (entre autres) Kummer et Rogers (en), est définie par l'intégrale suivante :
{\displaystyle \operatorname {Cl} _{2}(\theta )=-\int _{0}^{\theta }\ln |2\sin(t/2)|\,\mathrm {d} t}.
Plus généralement, on définit, pour Re(s) > 1 :
{\displaystyle \operatorname {Cl} _{s}(\theta )=\sum _{n=1}^{\infty }{\frac {\sin(n\theta )}{n^{s}}}}.

## Propriétés
- Les fonctions de Clausen sont impaires et 2π-périodiques, donc nulles sur πℤ.
- {\displaystyle \operatorname {Cl} _{2}(\theta )=\int _{0}^{\pi -\theta }\ln |2\cos(s/2)|\,\mathrm {d} s}.
- La fonction Cln pour n ∈ ℕ* est reliée au polylogarithme Lin par : 
  - {\displaystyle \forall m\in \mathbb {N} ^{*}\quad \operatorname {Cl} _{2m}(\theta )=\operatorname {Im} (\operatorname {Li} _{2m}(\mathrm {e} ^{\mathrm {i} \theta }))} ;
  - {\displaystyle \forall m\in \mathbb {N} \quad \operatorname {Cl} _{2m+1}(\theta )=\operatorname {Re} (\operatorname {Li} _{2m+1}(\mathrm {e} ^{\mathrm {i} \theta }))}.
- Pour tout entier  m ≥ 2, {\displaystyle \operatorname {Cl} _{m}(2\theta )=2^{m-1}{\Bigl (}\operatorname {Cl} _{m}(\theta )-(-1)^{m}\operatorname {Cl} _{m}(\pi -\theta ){\Bigr )}}.
- {\displaystyle \operatorname {Li} _{2}(\exp(\mathrm {i} \theta ))=\zeta (2)-\theta (2\pi -\theta )/4+\mathrm {i} \operatorname {Cl} _{2}(\theta )}
pour 0 ≤ θ ≤ 2π, où ζ est la fonction zêta de Riemann[1].

## Accélération du calcul de la série
Une des accélérations de série de la fonction de Clausen est donnée par :
{\displaystyle {\frac {\operatorname {Cl} _{2}(\theta )}{\theta }}=1-\ln |\theta |+\sum _{n=1}^{\infty }{\frac {\zeta (2n)}{n(2n+1)}}\left({\frac {\theta }{2\pi }}\right)^{2n}},
pour |θ| < 2π.
Une forme convergeant plus rapidement est donnée par :
{\displaystyle {\frac {\operatorname {Cl} _{2}(\theta )}{\theta }}=3-\ln \left[|\theta |\left(1-{\frac {\theta ^{2}}{4\pi ^{2}}}\right)\right]-{\frac {2\pi }{\theta }}\ln \left({\frac {2\pi +\theta }{2\pi -\theta }}\right)+\sum _{n=1}^{\infty }{\frac {\zeta (2n)-1}{n(2n+1)}}\left({\frac {\theta }{2\pi }}\right)^{2n}}.
La rapidité de la convergence de cette série est due au fait que ζ(n) tend rapidement vers 1 quand n tend vers l'infini. Ces deux formes sont générées grâce aux techniques de somme utilisées pour obtenir la série zêta rationnelle.

## Valeurs particulières
{\displaystyle \operatorname {Cl} _{2}\left({\frac {\pi }{2}}\right)=K}
où K est la constante de Catalan. Plus généralement :
{\displaystyle \operatorname {Cl} _{s}\left({\frac {\pi }{2}}\right)=\beta (s)}
où β est la fonction bêta de Dirichlet.
La valeur maximale de Cl2 est la constante de Gieseking (de), :
{\displaystyle \mathrm {G} =\operatorname {Cl} _{2}\left({\frac {\pi }{3}}\right)={\frac {3}{2}}\operatorname {Cl} _{2}\left({\frac {2\pi }{3}}\right)\approx 1{,}015}.
Le volume hyperbolique (en) du complément du nœud en huit (en) est le double de cette constante, :
{\displaystyle V=2\mathrm {G} =2{\sqrt {3}}\,\sum _{n=1}^{\infty }{\frac {1}{n{\binom {2n}{n}}}}\sum _{k=n}^{2n-1}{\frac {1}{k}}\approx 2{,}03} ( A091518).

## Extensions: les fonctions de Glaisher-Clausen
Plus généralement, on peut définir deux classes de fonctions de Clausen généralisées :
{\displaystyle \operatorname {S} _{z}(\theta )=\sum _{k=1}^{\infty }{\frac {\sin k\theta }{k^{z}}}}
{\displaystyle \operatorname {C} _{z}(\theta )=\sum _{k=1}^{\infty }{\frac {\cos k\theta }{k^{z}}}}
La définition est valide pour tout complexe z tel que Re(z) >1. Le domaine de définition peut être étendu à tout le plan complexe par prolongement analytique.
Pour z entier positif, les fonctions de Clausen standard sont définies par les séries de Fourier suivantes :
{\displaystyle \operatorname {Cl} _{2m+2}(\theta )=\sum _{k=1}^{\infty }{\frac {\sin k\theta }{k^{2m+2}}}}
{\displaystyle \operatorname {Cl} _{2m+1}(\theta )=\sum _{k=1}^{\infty }{\frac {\cos k\theta }{k^{2m+1}}}}
{\displaystyle \operatorname {Sl} _{2m+2}(\theta )=\sum _{k=1}^{\infty }{\frac {\cos k\theta }{k^{2m+2}}}}
{\displaystyle \operatorname {Sl} _{2m+1}(\theta )=\sum _{k=1}^{\infty }{\frac {\sin k\theta }{k^{2m+1}}}}
Les fonctions de Clausen de type SL sont aussi notées {\displaystyle \operatorname {Gl} _{m}(\theta )\,} et parfois appelées fonctions de Glaisher-Clausen (du nom de James Whitbread Lee Glaisher, d'où la notation GL), qu'on peut définir par :
{\displaystyle \mathrm {Gl} _{n}(\theta )={\begin{cases}{\frac {1}{2}}\left(\mathrm {Li} _{n}(\mathrm {e} ^{\mathrm {i} \theta })+\mathrm {Li} _{n}(\mathrm {e} ^{-\mathrm {i} \theta })\right)&\mathrm {si} \ n\ \mathrm {pair} \\{\frac {1}{2\mathrm {i} }}\left(\mathrm {Li} _{n}(\mathrm {e} ^{\mathrm {i} \theta })-\mathrm {Li} _{n}(\mathrm {e} ^{-\mathrm {i} \theta })\right)&\mathrm {si} \ n\ \mathrm {impair} \end{cases}}}